# Grand Prix San Marina 2005
Grand Prix San Marina 2005 nebo Velká cena San Marina 2005 (Formula 1 Gran Premio Foster's di San Marino 2005) byl motoristický závod Formule 1, který se konal 24. dubna 2005 na okruhu Autodromo Enzo e Dino Ferrari v italské Imole. Závod na 62 kol (305,609 km) byl čtvrtým kolem sezóny Formule 1 v roce 2005 a 25. závodem Velké ceny San Marina. Celkově to byl 735. závod Grand Prix. Teplota trati i vzduchu byla 16 °C, vlhkost byla 66 %.
Závod vyhrál jezdec Renaultu Fernando Alonso, který po třetím vítězství a čtvrtém umístění na stupních vítězů ze čtyř závodů zvýšil své vedení v šampionátu jezdců. Michael Schumacher dokončil závod na druhém místě za tým Ferrari, pouhé dvě desetiny sekundy za Alonsem. Jezdec BAR Jenson Button projel cílem na třetím místě, ale jeho tým byl následně diskvalifikován pro nízkou hmotnost vozů; třetí místo pak získal pilot McLarenu Alexander Wurz.

Bylo to celkově 4. vítězství Fernanda Alonsa a 21. vítězství pro Renault.

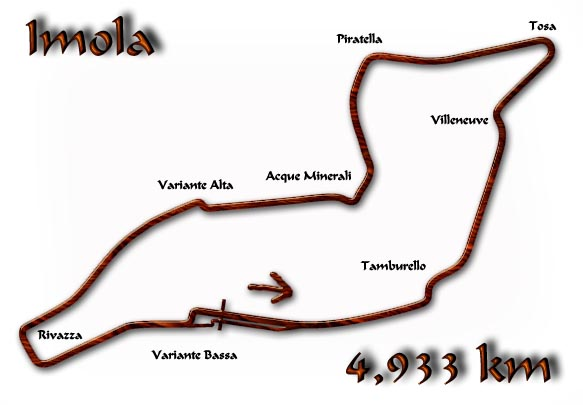
Mapka okruhu

## Výsledky
| Pozice | Jezdec               | Vůz             | Čas              |
| ------ | -------------------- | --------------- | ---------------- |
| 1      | Fernando Alonso      | Renault R 25    | 1h27:41"921      |
| 2      | Michael Schumacher   | Ferrari F 2005  | á 0:00"215       |
| Dis    | Jenson Button        | B.A.R 007       | á 0:10"481       |
| 3      | Alex Wurz            | McLaren MP 4/20 | á 0:27"554       |
| Dis    | Takuma Sató          | B.A.R 007       | á 0:34"783       |
| 4      | Jacques Villeneuve   | Sauber C 24     | á 1:04"442       |
| 5      | Jarno Trulli         | Toyota TF 105   | á 1:10"258       |
| 6      | Nick Heidfeld        | Williams FW 27  | á 1:11"282       |
| 7      | Mark Webber          | Williams FW 27  | á 1:23"297       |
| 8      | Vitantonio Liuzzi    | Red Bull RB 1   | á 1:23"704       |
| 9      | Ralf Schumacher      | Toyota TF 105   | á 1:10"841 + 25s |
| 10     | Felipe Massa         | Sauber C 24     | á 1 kolo         |
| 11     | David Coulthard      | Red Bul RB 1    | á 1 kolo         |
| 12     | Narain Karthikeyan   | Jordan EJ 15    | á 1 kolo         |
| 13     | Tiego Monteiro       | Jordan EJ 15    | á 2 kola         |
| Kolo   | Odstoupili           | -               | -                |
| 20     | Christijan Albers    | Minardi PS 05   | Převodovka       |
| 19     | Rubens Barrichello   | Ferrari F 2005  | Elektronika      |
| 9      | Kimi Raikkonen       | McLaren MP 4/20 | Převodovka       |
| 8      | Patrick Friesacher   | Minardi PS 05   | Spojka           |
| 5      | Giancarlo Fisichella | Renault R 25    | Nehoda           |

- Červeně - diskvalifikováni pro nepovolenou hmotnost vozu.
- Žlutě - penalizován 25s za blokování Heidfelda při výjezdu z boxu.

### Nejrychlejší kolo
- Michael SCHUMACHER Ferrari 	1'21858 - 216.946 km/h

### Vedení v závodě
- 1-8 kolo Kimi Raikkonen
- 9-23 kolo Fernando Alonso
- 24 kolo Jenson Button
- 25-42 kolo Fernando Alonso
- 43-46 kolo Jenson Button
- 47-49 kolo Michael Schumacher
- 50-62 kolo Fernando Alonso

### Postavení na startu
- Červeně – výměna motoru / posunutí o 10 příček na startu

| 1. řada  | 1                  | 2                    |
|          | Kimi Raikkonen     | Fernando Alonso      |
|          | McLaren            | Renault              |
|          | 2'42"880           | 2'43"441             |
| 2. řada  | 3                  | 4                    |
|          | Jenson Button      | Mark Webber          |
|          | BAR                | Williams             |
|          | 2'44"105           | 2'44"511             |
| 3. řada  | 5                  | 6                    |
|          | Jarno Trulli       | Takuma Sato          |
|          | Toyota             | BAR                  |
|          | 2'44"518           | 2'44"658             |
| 4. řada  | 7                  | 8                    |
|          | Alex Wurtz         | Nick Heidfeld        |
|          | McLaren            | Williams             |
|          | 2'44"689           | 2'45"196             |
| 5. řada  | 9                  | 10                   |
|          | Rubens Barrichello | Ralf Schumacher      |
|          | Ferrari            | Toyota               |
|          | 2'45"243           | 2'45"416             |
| 6. řada  | 11                 | 12                   |
|          | Jacques Villeneuve | Giancarlo Fisichella |
|          | Sauber             | Renault              |
|          | 2'46"259           | 2'46"710             |
| 7. řada  | 13                 | 14                   |
|          | Michael Schumacher | David Coulthard      |
|          | Ferrari            | Red Bull             |
|          | 2'47"244           | 2'48"070             |
| 8. řada  | 15                 | 16                   |
|          | Vitantonio Liuzzi  | Narain Karthikeyan   |
|          | Red Bull           | Jordan               |
|          | 2'48"155           | 2'52"099             |
| 9. řada  | 17                 | 18                   |
|          | Tiago Monteiro     | Felipe Massa         |
|          | Jordan             | Sauber               |
|          | 2'54"252           | 2'44"930             |
| 10. řada | 19                 | 20                   |
|          | Patrick Friesacher | Christijan Albers    |
|          | Minardi            | Minardi              |
|          | 2'57"048           | - -- ---             |
| -------- | ------------------ | -------------------- |

### Zajímavosti
- Vitantonio Liuzzi absolvoval svou první GP a je 104 Italem ve formuli 1
- 200 GP pro Rubense Barrichella
- Michael Schumacher od roku 1992 zajel alespoň jedno nejrychlejší kolo ročně to je 14 let a má jich 67